# Ronco Briantino
Ronco Briantino es una localidad y comune italiana de la provincia de Monza y Brianza, región de Lombardía, con 3.099 habitantes.

## Evolución demográfica
| Gráfica de evolución demográfica de Ronco Briantino entre 1861 y 2001 |
|                                                                       |
| Fuente ISTAT - elaboración gráfica de Wikipedia                       |